# Callidiopsites grandiceps
Callidiopsites grandiceps är en skalbaggsart som beskrevs av Henry Frederick Wickham 1913. Callidiopsites grandiceps ingår i släktet Callidiopsites och familjen långhorningar. Inga underarter finns listade.